# Giovanni Andrea Irico
Giovanni Andrea Irico est un érudit italien, préfet de la Bibliothèque Ambrosienne à Milan.

## Biographie
Giovanni Andrea Irico naquit à Trino, près de Verceil, le 6 juin 1704, et reçut dans sa famille la première éducation. Appelé bientôt à Casale, dans le Montferrat, par son oncle le chanoine Irico, qui était grand vicaire de l’évêque, il y fit sous sa direction les études de théologie, et fut ordonné prêtre. Il étudia ensuite pendant trois ans, aux frais de son oncle, le droit civil et canonique à l’université de Turin ; et en 1725, après la nouvelle organisation de cette université par le roi Victor-Amédée II, Irico, ayant montré une grande supériorité dans les examens qu’il eut à subir, reçut le grade de docteur. Un canonicat étant devenu vacant dans l’église collégiale du bourg de Livorno , près de Crescentino, il y fut promu. C’est dans cette solitude que, s’adonnant à des études solides et s’appliquant à méditer les ouvrages des Pères de l'Église, le jeune chanoine composa, en 1728, un ouvrage où l’on trouve un grand nombre de documents et de maximes tirés des Lettres de St-Jérôme aux dames romaines Paule, Eustochium, Læta, Celantia et Furia. Cet ouvrage, intitulé Specchio della dama cristiana formato con documenti cavati da varie lettere del dottore massimo san Girolamo opera postumia dell’abate Gian Andrea Irico, patrizio Trinese, fut publié pour la première fois à Turin, 1819, in-12. Irico, après avoir consacré plusieurs années à étudier l’histoire de son pays et celle de l’ancienne Lombardie, établit sa résidence à Milan, où l’appelaient plusieurs savants avec lesquels il entretenait des relations. C’est dans cette ville que, sous le nom d’Idrenio Anacaringio, anagramme de ses noms propres, il publia : 
- Dialoghi tre sopra la descrizione di Milano del Latuada, Milan, 1738, in-8° ;
- Epistola ad Philippum Argellatum institutum edendi historiam urbis-Tridinensis exponens. Cette lettre fut insérée dans les Actes de Leipzig, en juin 1740, avec la suivante : Epistola ad comitem Antonium Simonetta patricium mediolanensem de veteri argenteo sigillo Mediolani reperto.

Ces trois ouvrages firent une grande réputation à Irico ; et, après qu’il eut été nommé membre de l’Académie palatine, fondée par le comte d’Archinto, celui-ci le créa, en 1748, directeur de sa bibliothèque et du magnifique établissement typographique qu’il avait dans son propre palais. Encouragé par ces avantages, Irico s’occupa de la publication de l’histoire de sa patrie, qui était l’objet de ses travaux depuis vingt ans, et fit paraître, sous les auspices de son protecteur :
- Rerum patriæ libri tres ab anno urbis æternæ 154, ad annum Christi 1672, ubi Montisferrati principum, episcoporum, aliorumque virorum gesta ex monumentis plurimis nunc primum editis recensentur : accedit dissertatio de sancto Oglerio, Locediensis monasterii abbate, cum figuris et indicibus, Milan, de l’imprimerie palatine, 1745, in-fol. L’auteur dédia ce grand ouvrage à son concitoyen le cardinal Millo. Les journaux littéraires, entre autres celui de Venise, ont fait un pompeux éloge de cette histoire, rédigée sur de nombreux documents.

Irico fut reçu en 1748 docteur au collège de la bibliothèque ambrosienne, et nommé l’un des préfets de ce riche dépôt de manuscrits. Tous les savants italiens, et parmi eux le comte Beccaria, Denina, Paciaudi, Lagrange, Bodoni, Amoretti, Valperga di Caluso, et particulièrement le laborieux Sassi et l’historien Filippo Argelati, auquel Irico adressa sa lettre latine en 1738, entretenaient avec lui une correspondance active. Sa réputation fut portée à un tel point que, en 1745, ayant aidé son ami Argelati pour la publication d’un grand ouvrage intitulé Bibliotheca scriptorum mediolanensium, cui accedit J.-A. Saxii historia litteraria typographica, 4 vol. in-fol., le seul nom d’Irico fut généralement annoncé ; et, en 1746, le professeur des écoles palatines, le savant Horace Bianchi, ayant avancé, dans un discours publié à Rome, que notre abbé était l’auteur de cette histoire, celui-ci, plein de délicatesse, s’empressa de désavouer cette allégation et de se plaindre du tort qu’on faisait à son ami Argelati.
L’amour de son pays décida notre historien à publier les deux ouvrages suivants :
- De sancto Evasio, Astentium primo episcopo et martyre, Casalensis urbis patrono, dissertatio historico-critica, Milan, 1748, in-4° ;
- Codex Evangeliorum sancti Eusebii magni episcopi et martyris manu exaratus, ex autographo basilicæ Vercellensis ad unguem exhibitus, nunc primum in lucem proditus, Milan, 1748, 2 vol. in-4°. L’auteur dédia cette dernière publication au cardinal delle Lanze, Vercellais d’origine. Il eut une longue contestation avec le P. Bianchini, de Vérone, qui prétendait prendre date pour la même publication ; et Millin, dans son voyage en Piémont, s’est déclaré pour le littérateur véronais.

Une polémique s’étant engagée, en 1751, entre le comte Rubini et l’abbé Irico, sur l’objet principal du mariage, celui-ci publia :
- Dissertazione sul fine primario del matrimonio a confutazione del conte Rubini, 1751 , in-8° ;
- Oratio habita in laudem Dominici Leonardi, Milan, 1751, in-8° ;
- Fragmenti antiqui lapidis Romæ effossi explicatio absque nota anni et loci.

Le comte Rubini répondit aux observations de l’abbé Irico, ce qui donna lieu à l’ouvrage suivant :
- Controreplica al signor conte Rubini sul fine primario del matrimonio, Milan, 1755, in-8°. Tiraboschi en fit l’éloge.

On doit à Irico aussi les ouvrages suivants :
- Riposta alla lettera publicata da don Paolo Onofrio Branda, chierico regolare di S.-Paolo, in difesa d’una brève inscrizione dedicata al conte Ludovico Archinto da G. -A. Irico, dottore del collegio Ambrosiano, le 20 juillet 1756, in-8°. Le moine Branda avait attaqué Irico d’une manière fort inconvenante ; celui-ci ne voulait point lui répondre, mais le comte Archinto lui conseilla d’en agir autrement.
- Vita dei SS. martyri Vitale ed Agricola, Milan, 1759, in-8°.

En 1764, la dignité de prévôt et de curé du chapitre collégial en l’église paroissiale de Trino étant devenue vacante, l’abbé Irico en fut revêtu le 9 mars de la même année. L’homme de lettres, le philosophe hésitait à abandonner le collège ambrosien pour aller dans son pays sacrifier sa tranquillité et s’embourber dans des procès de chapitre et de confrérie, comme s’exprime son ami, l’abbé Denina, dans ses Lettres brandebourgeoises. Ce fut l’amour de la patrie et cette tendance de l’homme avancé en âge pour sa terre natale qui prédominèrent ; et Irico accepta cette charge noble, mais difficile, dans laquelle il n’eut que des désagréments, pour avoir voulu rétablir l’ordre et la discipline dans l’administration de sa paroisse. Loin de sa bibliothèque ambrosienne, le prévôt Irico n’avait plus la force de s’occuper de littérature et ne pouvait plus se nourrir de la société savante dont il avait joui à Milan ; néanmoins, préoccupé toujours de l’histoire de son pays, il publia encore :
- Memorie degli atti e translazione di santo Cajo, papa e martire venerato nella chiesa di Palazzuolo pressa a Trino, con notizie del venerabile frate Bonaventura Relli, francescano reformato, che portò alla sua patria quel sacro tesoro, Casal, 1768, in-8°.

Depuis cette année jusqu’à sa mort, arrivée le 2 mars 1782, Irico, livré aux fonctions de son ministère, ne publia plus rien. L’abbé Biandrate, son successeur dans ses charges et dignités, lui éleva, dans le vestibule de la sacristie, une table de marbre sur laquelle on lit :

« Æternæ memoriæ Jo. Andreæ Irici Ambrosiani colleg, doct. hujus eccles. præpos. de eccl. patria et repub. litter. opt. mer. qui annor. 77, M. 8, dier. 24, obiit die 2 martis M DCC LXXXII : successor ei hoc amoris D. eodem an. »

Le nombre des manuscrits inédits trouvés dans la bibliothèque de ce savant laborieux se monte à vingt-quatre ; la plupart se rapportent aux antiquités ecclésiastiques, et plusieurs mériteraient d’être publiés, notamment : Le antichità ecclesiastiche in opposizione a quelle dell’inglese Bingam publicate in Londra nel 1708 al 1722, 8 vol. Cet ouvrage important n’a pu être terminé par Irico, et Denina, son ami, qui l’avait examiné, en témoigna un vif regret.